# Robert Brown (Botaniker, 1773)

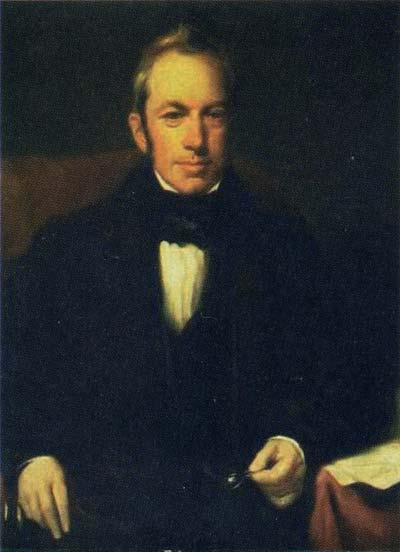
Robert Brown – Gemälde von Henry William Pickersgill

Robert Brown (* 21. Dezember 1773 in Montrose, Schottland; † 10. Juni 1858 in London, England) war schottischer Arzt und Botaniker. Sein offizielles botanisches Autorenkürzel lautet „R.Br.“. Seine bekannteste Entdeckung ist die unaufhörliche unregelmäßige Bewegung kleinster, unbelebter Partikel in Wasser, die nach ihm als Brownsche Bewegung bezeichnet wird.

## Leben und Wirken
Robert Brown studierte an der University of Edinburgh Medizin und Botanik. 1795 wurde er als Militärarzt in Irland stationiert. Er sammelte dort zahlreiche Pflanzen und begegnete Joseph Banks, der ihm die Teilnahme an einer Reise nach Australien auf einem Vermessungsschiff ermöglichte. Brown sammelte und studierte dort von 1801 bis 1805 fast 4000 weitgehend unbekannte Pflanzenarten. Nach seiner Rückkehr war er bis 1810 mit der Bearbeitung dieser Sammlung beschäftigt, veröffentlichte seine Ergebnisse schließlich und verwaltete dann als Bibliothekar bei der Linnean Society of London auch Joseph Banks’ umfangreiche Sammlungen an Büchern und Pflanzen. Nach Banks’ Tod gingen dessen Sammlungen an das British Museum, und Brown erhielt dort eine Stelle als Bibliothekar und Kurator der Botanischen Sammlungen. Von 1849 bis 1853 war Brown Präsident der Linnean Society und veröffentlichte zahlreiche Schriften.
Browns erste floristische Arbeiten bestanden in der Untersuchung der Moose, die damals noch sehr unzureichend erforscht waren. Dabei wurde ihm klar, dass auch für die systematische Einordnung von Pflanzen nach dem natürlichen System von Augustin-Pyrame de Candolle genaue histologisch-anatomische Studien mit Hilfe des Mikroskops sehr erfolgversprechend waren. So gelangen ihm entscheidende Entdeckungen zur Pflanzenmorphologie. Er erkannte die grundsätzlichen Unterschiede im Bau der Samenanlagen von Nadelhölzern und Palmfarnen (Cycadophyta) im Vergleich zu anderen höheren Pflanzen und grenzte sie als Nacktsamer (Gymnospermen) von den Blütenpflanzen (Magnoliophyta) ab. Er untersuchte auch die Entwicklung von Samenanlagen und unterschied so erstmals Integumente, Nucellus und Embryosack sowie Endosperm und Perisperm.
Beim Studium des Befruchtungsprozesses bei Orchideen bemerkte er in den Zellen immer wieder einen kleinen Körper, den zwar andere vor ihm schon gesehen hatten, aber ohne seine Bedeutung zu erkennen. 1831 gab Brown ihm den Namen Nucleus und maß ihm eine wichtige Rolle bei der Embryonalentwicklung zu. Diese Entdeckung des Zellkerns wurde anderem vom Botaniker Matthias Jacob Schleiden aufgegriffen und ging durch ihn in die Entstehung der Zelltheorie ein.
Im Jahr 1827 machte Brown beim Mikroskopieren seine bekannteste Entdeckung, die Brownsche Bewegung. Diese unaufhörliche und regellose Bewegung kleinster, in Flüssigkeit schwebender Teilchen wurde erst 1905 von Albert Einstein und 1906 von Marian Smoluchowski als physikalischer Prozess aufgeklärt, der auf zufälligen Häufungen molekularer Stöße aus verschiedenen Richtungen beruht.

## Ehrungen
Am 12. Dezember 1811 wurde er als Mitglied („Fellow“) in die Royal Society gewählt, die ihm 1839 die Copley-Medaille verlieh. Im Jahr 1818 wurde er zum Mitglied der Gelehrtenakademie Leopoldina sowie zum auswärtigen Mitglied der Bayerischen Akademie der Wissenschaften gewählt. 1825 wurde er Fellow der Royal Society of Edinburgh und 1829 Mitglied der Académie royale des Sciences, des Lettres et des Beaux-Arts de Belgique. 1842 wurde er in den preußischen Orden Pour le Mérite für Wissenschaften und Künste aufgenommen. Seit 1812 war er auch Mitglied der Preußischen Akademie der Wissenschaften und seit 1814 der Académie des sciences. 1828 wurde er Ehrenmitglied der Russischen Akademie der Wissenschaften in Sankt Petersburg. 1849 wurde er in die American Academy of Arts and Sciences gewählt.
Ihm zu Ehren wurden die Gattungen Brunonia Sm. der Pflanzenfamilie der Goodeniengewächse (Goodeniaceae), Brownetera Rich. ex Tratt. und Robertia Rich. ex Carrière aus der Familie der Steineibengewächse (Podocarpaceae) und Brunoniella Bremek. aus der Familie der Akanthusgewächse (Acanthaceae) benannt.
Der Asteroid (29210) Robertbrown wurde nach ihm benannt.

## Schriften (Auswahl)
- On the natural order of plants called Proteaceae. London 1810.

= On the Proteaceae of Jussieu. In: Transactions of the Linnean Society of London. Band 10, 1810, S. 15–226 (Digitalisat).
- Prodromus florae Novae Hollandiae et Insulae Van-Diemen, exhibens characteres plantarum quas annis 1802–1805. London 1810 (Digitalisat).
- On the Asclepiadeae. London 1810 – Preprint von:
  - On the Asclepiadeae, a natural order of plants separated from the Apocineae of Jussieu. In: Memoirs of the Wernerian Natural History Society. Band S. 12–78, 1811.
- General remarks, geographical and systematical, on the Botany of Terra Australis. In: A voyage to Terra australis; undertaken for the purpose of completing the discovery of that vast country, and prosecuted in the years 1801, 1802 and 1803, in his Majesty’s ship the Investigator. Band 2, London 1814, S. 533–613 (Digitalisat).
- Observations on the organs and mode of fecundation in Orchideae and Asclepiadeae. London 1831 (Digitalisat).
- Observations on the natural family of plants called Compositae. London 1817 (Digitalisat).

= Observations on the natural family of plants called Compositae. In: Transactions of the Linnean Society of London. Band 12, 1817, S. 76–150 (Digitalisat).
- Characters and descriptions of three new species of plants. London 1818 – Auszug aus:
  - Clarke Abel: Narrative of a journey in the interior of China. London 1818, S. 374–379 (Digitalisat).
- Botanical appendix. In: John Ross: A voyage of discovery made under the orders of the admiralty, in his majesty’s ships Isabella and Alexander, for the purpose of exploring Baffin’s Bay. London 1819, S. cxxxix-cxliv (Digitalisat).
- Chloris melvilliana. A list of plants collected in Melville Island, (latitude 74°–75° N. longitude 110°–112° W.) in the year 1820; by the officers of the voyage of discovery under the orders of Captain Parry. With characters and descriptions of the new genera and species. London  1823 (Digitalisat).
- Journal of a voyage for the discovery of a north-west passage […] Supplement to the Appendix. XI. Botany. A list of plants collected in Mellvile Island. W. Clowes, London 1824 (Digitalisat).
- Vermischte botanische Schriften. 5 Bände, 1825–1834 (Digitalisat).
- Observations on the structure and affinities of the more remarkable plants collected by the late Walter Oudney, M. D.; Major Denham, and Captain Clapperton, in the years 1822, 1823, and 1824, during their expedition to explore Central Africa. London 1826 (Digitalisat).

= No. XXII. Botanical Appendix. In: Narrative of travels and discoveries in Northern and Central Africa in the years 1822, 1823 and 1824, by Major Denham, Captain Clapperton, and the late Doctor Oudney. John Murray, London 1826, S. 208–246 (Digitalisat).
- Supplementum primum prodromi florae Novae Hollandiae. London 1830 (Digitalisat).
  - Reprint 1960 (Digitalisat).
- On Cyrtandreae. London 1838–1839.

= Thomas Horsfield: Plantae javanicae rariores. London 1838–1852, S. 105–122, Tafel 24–25 (Digitalisat).
- Botanical appendix to Captain Sturt’s expedition into central Australia. London 1849.

= Botanical appendix. In: Narrative of an Expedition into Central Australia, Performed Under the Authority of Her Majesty's Government, During the Years 1844, 5, and 6, Together with a Notice of the Province of South Australia in 1847. Band 2, London 1849, S. 66–92 (Digitalisat).
- John Joseph Bennett (Hrsg.): The Miscellaneous Botanical Works of Robert Brown. 3 Bände, London 1866–1868 (Band 1, Band 2, Band 3).